# Mazegaki
Les mazegaki (混ぜ書き) sont des mots japonais normalement écrit avec deux (ou plus) kanjis et dont un des kanjis est remplacé par son équivalent phonétique en kana. Plusieurs raisons peuvent se présenter pour ce fait.

## Connaissance insuffisante des kanjis
En effet, une personne peut ne pas savoir écrire un kanji spécifique, soit qu'il est d'un niveau scolaire plus élevé ou simplement car il ne peut se le remémorer sur le moment. Dans ce cas, il se peut que le kanji soit remplacé par son équivalent phonétique en kana. On voit souvent ce genre d'usage dans les mangas où un personnage parle avec un mot qui comporte un kanji qu'il ne connaît pas (soit parce qu'il est idiot ou parce qu'il n'est pas supposé le connaître vu son niveau scolaire) et que le kanji en question soit remplacé par des kanas.

## Spécificité du langage
À partir de 1946, il était recommandé de remplacer, dans un mot, les kanjis ne faisant pas partie des tōyō kanji par leur équivalent en kana au détriment des furigana. Mais cette manière d'écrire était considérée par les conservateurs comme une particularité des progressistes qui n'avaient pas su échapper au lavage de cerveau engendré par les politiques d'occupations (américaines) et ils y voyaient une preuve de la destruction de la culture traditionnelle japonaise. Lorsque les jōyō kanji sont apparus en 1981, le ministère de l'Éducation réinstaura officiellement l'utilisation des furigana pour les mots comprenant des kanjis qui ne font pas partie des jōyō kanji.